# Jane Eyre (mini-série, 2006)
Cet article concerne la mini-série de Sandy Welch. Pour la mini-série de Julian Amyes, voir Jane Eyre.
Pour les articles homonymes, voir Jane Eyre (homonymie).
Jane Eyre est une mini-série télévisée britannique en quatre épisodes, réalisée par Susanna White sur un scénario de Sandy Welch, diffusée pour la première fois à l'automne 2006 sur BBC One, puis en janvier de l'année suivante en Espagne et aux États-Unis. C'est une adaptation télévisuelle du roman éponyme de Charlotte Brontë paru en 1847 et fréquemment adapté tant au cinéma qu'à la télévision. Elle a été diffusée en France en VM sur Arte en septembre 2012 et rediffusée sur Numéro 23 à compter du 6 septembre 2016.
Tournée essentiellement dans le Derbyshire au printemps 2006, cette adaptation soignée, suffisamment longue pour ne pas trop perdre d'éléments de l'histoire originale, a été saluée par la critique et a reçu de nombreux prix. Mettant en scène un certain nombre d'acteurs connus et appréciés du public anglais, elle offre aussi un premier rôle à de jeunes acteurs, et même le rôle principal à une actrice pratiquement inconnue à la télévision, Ruth Wilson.

## Synopsis
Jane Eyre, pauvre et orpheline, passe une enfance malheureuse auprès de sa tante, de ses cousines, Eliza et Georgiana, et de son cousin John Reed dont elle est le souffre-douleur. À dix ans, elle est envoyée à Lowood, la sinistre institution charitable pour jeunes filles désargentées que dirige le révérend Brocklehurst. Elle y reste huit ans, d'abord comme élève, puis comme maitresse, ayant survécu à l'épidémie qui a emporté sa seule amie, Helen Burns.

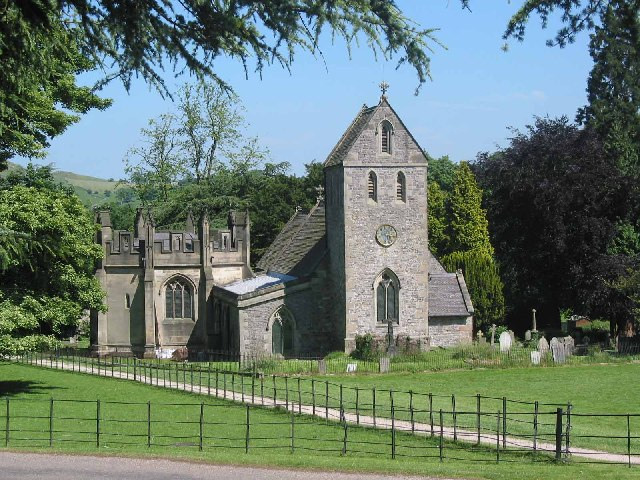
L'église d'Ilam (Staffordshire) représente celle où vont les pensionnaires de Lowood.

À la recherche d'un autre emploi, elle reçoit de Mrs Fairfax, intendante à Thornfield Hall, la proposition de devenir gouvernante d'Adèle, une petite française, pupille du maître des lieux, Mr Rochester. Ce dernier est rarement présent, lui dit-on. Elle le rencontre cependant, un jour de brouillard, alors qu'elle marche sur un chemin boueux et, qu'arrivant à cheval, il dérape et se foule la cheville dans sa chute. La traitant de sorcière, il l'accuse d'avoir fait tomber son cheval, mais elle l'aide à se remettre en selle.
C'est un homme sombre et brusque, sarcastique et d'humeur fantasque, mais il semble l'apprécier et se livre peu à peu à des confidences. Elle se met à l'aimer et à rêver…
Thornfield a des secrets : une étrange lingère, Grace Poole, vit au troisième étage de la tour et on entend parfois un rire démoniaque dans les couloirs. Une nuit, effrayée par des bruits bizarres, Jane va jusqu'à la chambre de Mr Rochester et a juste le temps de l'aider à quitter son lit en feu.
Le lendemain, il part chez des amis et en revient au bout d'une quinzaine en nombreuse et gaie compagnie. Il semble courtiser la belle et dédaigneuse Blanche Ingram, mais tient à ce que Jane les rejoigne au salon tous les soirs. Un matin, il s'absente pour la journée. Une mystérieuse bohémienne vient dire la bonne aventure aux dames de l'assistance et réclame à voir aussi Jane, qui découvre alors qu'il assistait, caché, à tous les entretiens ; lorsqu'elle lui apprend qu'un certain Mason vient d'arriver des Antilles pour le voir, il en est bouleversé mais refuse de s'expliquer. La nuit suivante il l'emmène discrètement au troisième étage, pour soigner Mason, blessé, que le docteur Carson vient chercher avant le lever des invités.
Apprenant que sa tante est mourante et la réclame, Jane demande la permission d'aller la voir. Il la lui accorde avec réticence. Elle retourne dans la maison de son enfance ; son cousin, criblé de dettes s'est suicidé, sa tante, ruinée, lui avoue qu'elle a fait croire à John Eyre, qui, fortune faite, voulait accueillir sa nièce Jane à Madère, que celle-ci était morte du typhus à Lowood. Lorsqu'elle retourne « chez elle », Thornfield est en train de se vider de ses invités. Un jour, dans les jardins, Rochester demande à Jane de l'épouser ; un orage éclate et le marronnier sous lequel ils se tenaient est frappé par la foudre.
Deux nuits avant le mariage, Jane est effrayée par une apparition qui vient déchirer son voile de mariée. La cérémonie est interrompue par un homme de loi, Mr Briggs, qui annonce un empêchement : la femme de Mr Rochester est toujours vivante, Mason, son frère, peut en témoigner. Rochester emmène alors tout le monde à Thornfield, au troisième étage de la tour où on découvre Bertha Mason, la folle que son père lui a fait épouser, enfermée là depuis dix ans.
Jane, au petit matin, s'enfuit le plus loin qu'elle peut. C'est le seul moyen qu'elle a trouvé pour échapper à l'amour, devenu illicite, de l'homme qu'elle aime. Une diligence la dépose à Whitcross, dans une lande inconnue où elle erre plusieurs jours, avant d'être découverte, mourant de faim, par le pasteur du village, St. John Rivers, et hébergée par ses sœurs, Mary et Diana.

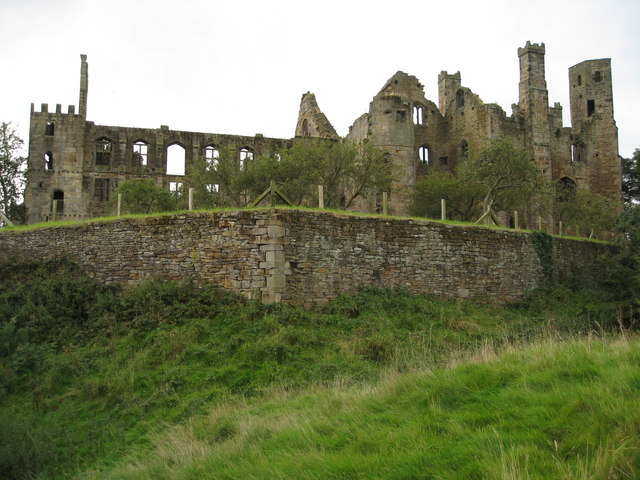
Wingfield Manor figure Thornfield Hall après l'incendie.

Ils sont pauvres, leur père vient de mourir et leur oncle les a déshérités. Pour eux, elle est Jane Elliot. St John lui trouve un poste d'institutrice de village, puis découvre qu'elle s'appelle Eyre et lui apprend que c'est elle qui hérite de leur oncle John. Bien plus heureuse de se découvrir une famille qu'une fortune, elle va la partager avec ses cousins. Il veut être missionnaire et la presse de l'épouser pour l'accompagner. Sur le point de se laisser convaincre, elle entend une voix bien connue qui l'appelle et décide, avant d'accepter, de chercher à savoir ce qu'est devenu Mr Rochester.
En arrivant à Thornfield elle découvre une ruine incendiée. Un témoin de la tragédie lui raconte ce qui s'est passé deux mois après sa fuite : l'incendie allumé par la folle, sa mort, le départ de Mr Rochester pour Ferndean. En y arrivant, elle découvre qu'il est aveugle et déprimé, mais sa venue lui redonne le goût de vivre.
La dernière scène montre tous les personnages réunis dans le jardin d'une belle demeure, posant pour la peinture d'un portrait de famille.

## Fiche technique
- Producteur : Diederick Santer (en)
- Réalisation : Susanna White
- Scénario : Sandy Welch
- Musique originale : Rob Lane[4]
- Direction artistique : Patrick Rolfe
- Direction de la distribution : Di Carling
- Prise de vues : Mike Eley
- Prise de son : James Dandridge, Stephen Griffiths, Richard Manton
- Effets spéciaux : Neal Champion
- Costumes : John Bright, Andrea Galer
- Maquillage et coiffures : Faye De Bremaeker (maquillage), Anne Oldham (coiffure)

## Distribution

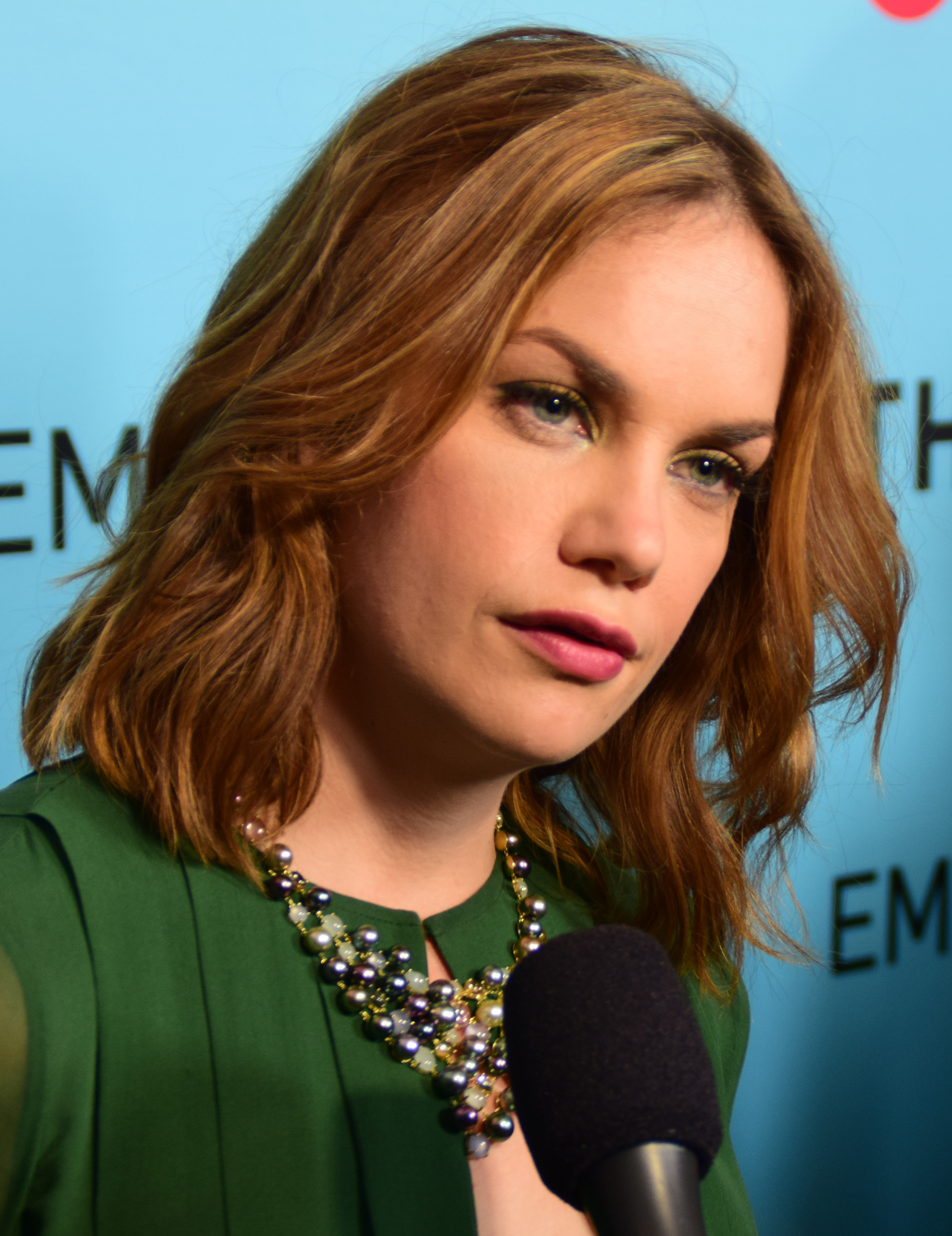
Ruth Wilson (ici en 2015) : Jane Eyre

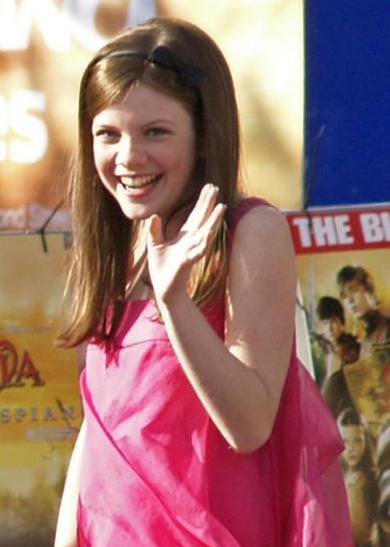
Georgie Henley (ici en 2008) : Jane Eyre enfant

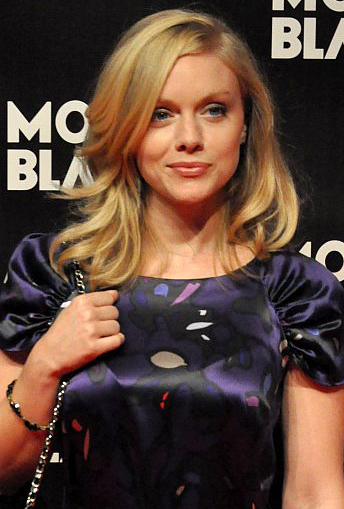
Christina Cole (ici en 2010) : Blanche Ingram

- Ruth Wilson[5] (VF : Nastassja Girard) [6] : Jane Eyre adulte
- Georgie Henley (VF : Lola Caruso) : Jane Eyre enfant

- Toby Stephens (VF : Rémi Bichet) : Edward Fairfax Rochester

- Lorraine Ashbourne (VF : Marie Vincent) : Mrs Fairfax
- Cosima Littlewood (VF : Claire Bouanich) : Adèle
- Christina Cole (VF : Sybille Tureau) : Blanche Ingram
- Francesca Annis (VF : Isabelle Leprince) : Lady Ingram
- Aidan McArdle (VF : Damien Ferrette) : John Eshton
- Arthur Cox (en) : le colonel Dent
- Tim Goodman (en) : Sir George Lynn
- Claudia Coulter (en) : Bertha Mason
- Daniel Pirrie (VF : Fabrice Josso) : Richard Mason
- Tara Fitzgerald (VF : Martine Irzenski) : Mrs Reed
- Alisa Arnah : Georgiana Reed
- Cara Horgan : Eliza Reed
- Bethany Gill : Eliza enfant
- George O'Connell : John Reed enfant
- Rebekah Staton (en) (VF : Dorothée Jemma) : Bessie Lee
- Andrew Buchan (VF : Pierre Tessier) : St-John Rivers
- Annabel Scholey : Diana Rivers
- Emma Lowndes : Mary Rivers
- Georgia King : Rosamond Oliver
- Hester Odgers (VF : Manon Corneille) : Helen Burns
- Richard McCabe : Mr Brocklehurst
- Amy Steel et Beth Steel : les jumelles Dent
- Charlotte West-Oram : Mrs Dent
- Pam Ferris (VF : Sylvie Feit) : Grace Poole
- Ned Irish (VF : Christian De Smet) : George
- Letty Butler : Leah
- Elsa Mollien : Sophie, la bonne française d'Adèle
- Dan Amour : le berger

## Historique

### La préproduction

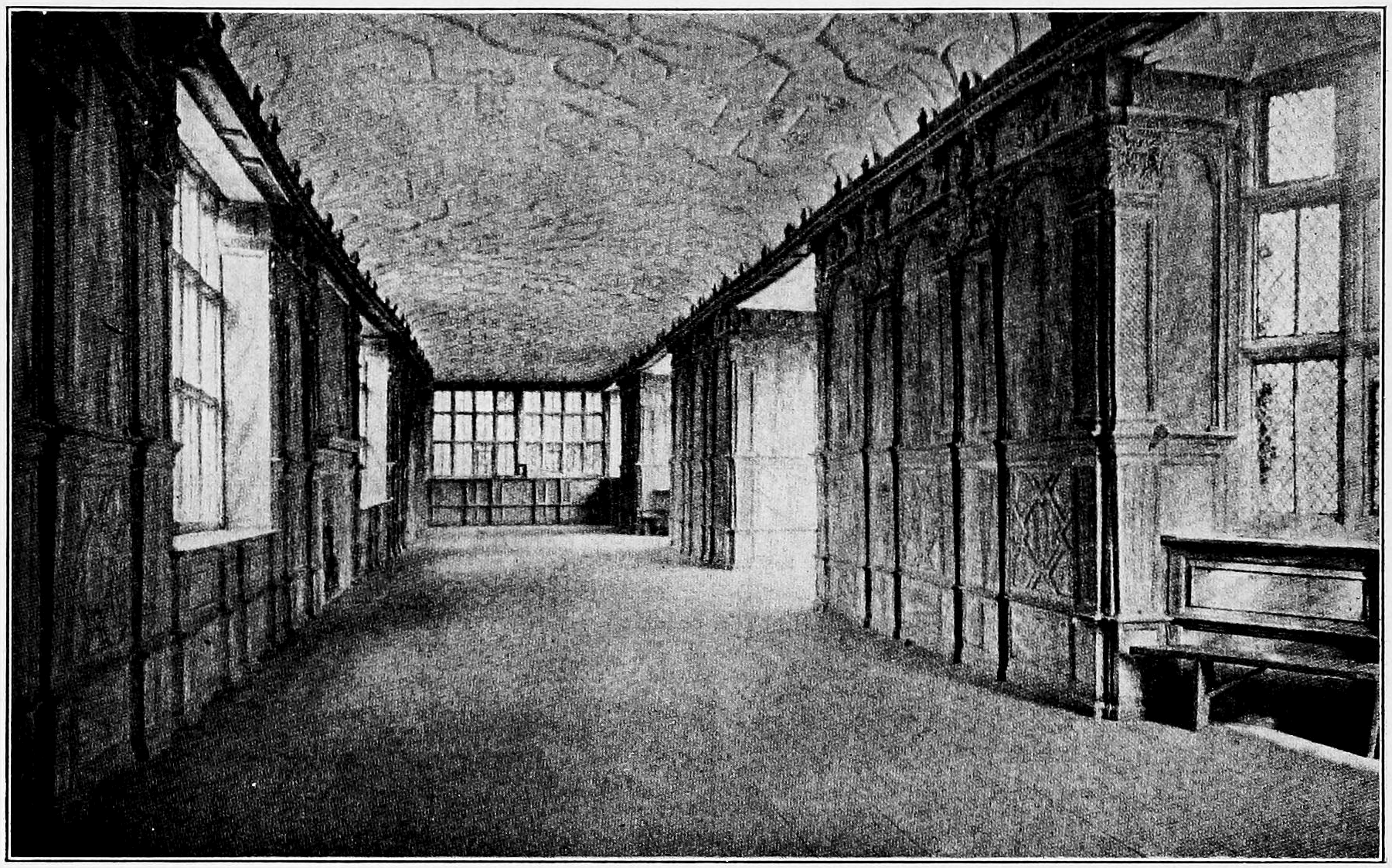
La grande galerie de Haddon Hall, en 1912.

L'élaboration du script par Sandy Welch dure plusieurs mois, courant 2005, et est suivi de dix semaines de préparation technique. Les choses sérieuses commencent la troisième semaine de février 2006, par quatre jours de repérages à travers le Derbyshire (sous la neige) par Diederick Santer, Susanna White et les membres de l'équipe technique, pendant que s'affine le choix des acteurs. Il est prévu 71 jours de tournage sur 15 semaines. La semaine suivante, à Londres, a lieu la première lecture intégrale .

### Les acteurs
Les adultes
Certains sont bien connus du public britannique, comme Toby Stephens, Lorraine Ashbourne, Pam Ferris ou Tara Fitzgerald. Diederick Santer avait déjà travaillé avec Pam Ferris, qu'il trouvait parfaite pour le rôle de l'énigmatique et inquiétante Grace Poole.
Pour Ruth Wilson, actrice de théâtre, il s'agit de son premier vrai rôle à la télévision. Elle avait été repérée dans un sitcom de Channel Five. Jane Eyre se décrit comme " petite et laide ", ce qui est loin d'être le cas pour Ruth Wilson. Cependant elle reconnaît elle-même que ses traits sont assez inhabituels.
De jeunes acteurs prometteurs sont recrutés, Christina Cole, Andrew Buchan, Aidan McArdle, ainsi que d'autres dont c'est le premier rôle, comme Georgia King, qui joue Rosamond Oliver.
Les enfants

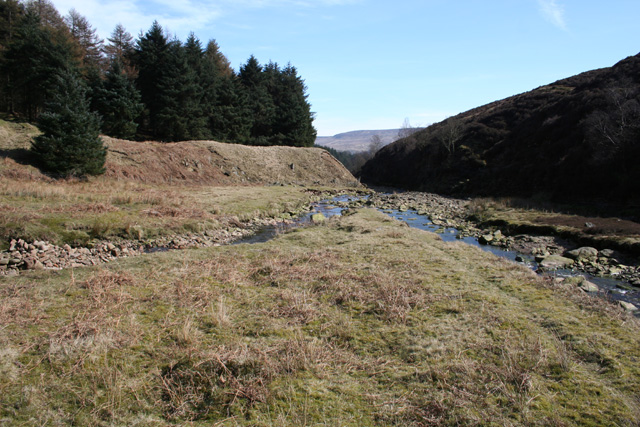
La vallée « sauvage et isolée » où est située l'école de Jane Eyre.

La présence de Georgie Henley, révélée par le rôle de Lucy Pevensie dans l'adaptation cinématographique du premier épisode du Monde de Narnia, pour jouer Jane enfant, et de Pam Ferris est assurée dès la première semaine. Cosima Littlewood est un peu âgée pour jouer le personnage d'Adèle (une fillette de 10 ans dans le roman), mais la production a été soulagée de trouver une jeune fille « capable de jouer, chanter, danser, avoir l'air française et se montrer amusante ». La recherche d'une interprète rousse apte à jouer le rôle de Helen Burns a été plus laborieuse. Hester Odgers a été recrutée très tardivement, alors que le tournage avait déjà commencé.
On a recruté de jeunes figurants (il y en a eu jusqu'à soixante-quinze) pour jouer les pensionnaires de Lowood, et les petites paysannes de l'école de Jane perdue dans les landes près de Snake Pass.

### Les lieux

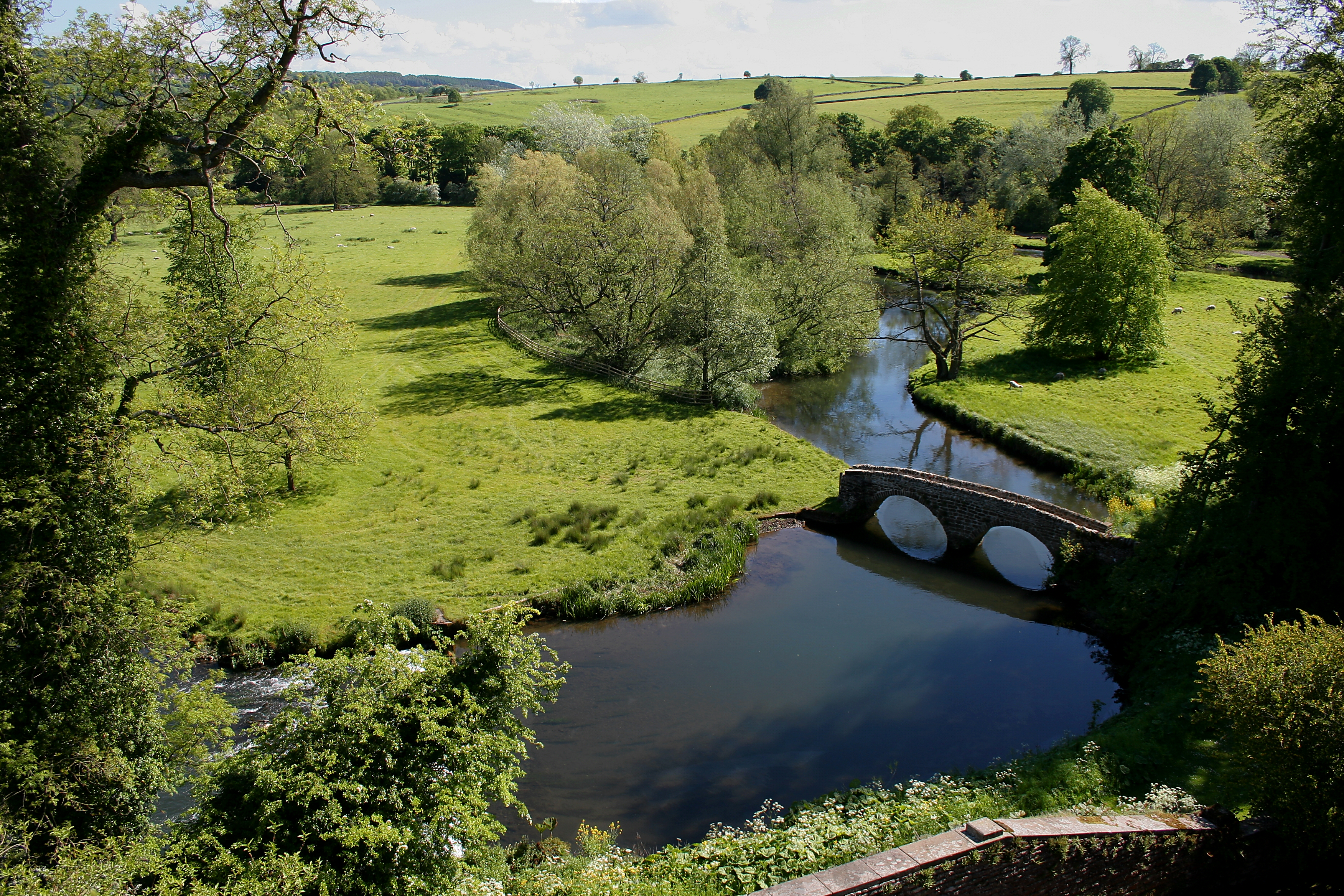
Le paysage autour de Haddon Hall, vu depuis le château.

La série est entièrement tournée dans le Derbyshire et le Peak District.
Le principal lieu de tournage est Haddon Hall, l'imposant manoir médiéval de Lord Edward Manners, qui représente Thornfield. L'équipe s'y installe pour cinq semaines d'affilée en mars-avril, avant la période d'ouverture au public, et y revient fin mai, pour y tourner les scènes estivales. Les pièces austères et glaciales de Haddon Hall sont meublées pour figurer celles de Thornfield et la grande galerie du XVIe siècle devient le salon où M. Rochester reçoit ses nobles invités. Les jardins et le parc sont aussi utilisés, mais la demande en mariage sous le grand marronnier est filmée dans le parc de Chatsworth House.
Il est cependant nécessaire de créer en studio le long couloir qui dessert les chambres à Thornfield (il n'y a rien de semblable à Haddon Hall), la chambre de Jane (lieu de nombreuses courtes scènes) et celle où brûle le lit de Rochester. Cela est construit dans un hangar industriel de la banlieue de Chesterfield.
L'institution de Lowood est figurée par plusieurs endroits : Ilam Hall et son église ; la crypte de Wingfield Manor, pour le dortoir. La grande salle (avec la fresque) est construite dans les anciennes écuries du Manège de Bolsover Castle.

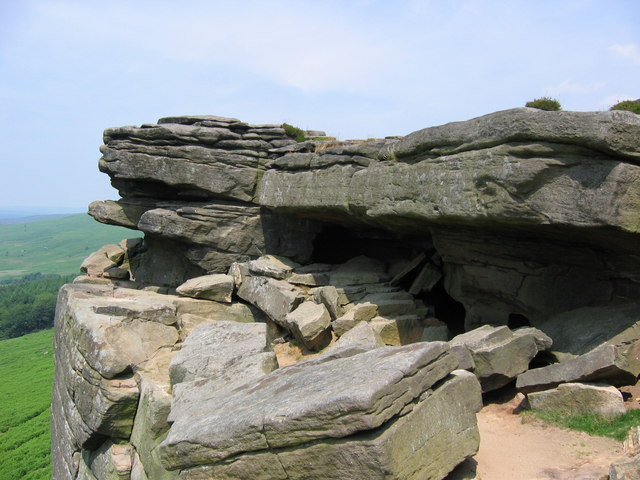
Stanage Edge, où Jane s'abrite deux nuits.

Les extérieurs correspondant aux épisodes avec les Rivers sont des endroits « au milieu de nulle part », en particulier la vieille grange du XIXe siècle difficilement accessible près de Snake Pass qui figure l'école de filles tenue par Jane Eyre. Des scènes sont tournées à Stanage Edge et dans les landes près de Hathersage, dans le nord du Peak District. La petite église paroissiale de Moreton, dans la vallée de la Goyt, figure celle de St-John.
Les intérieurs de la demeure de Mrs Reed sont tournés à Belton House, dans le Lincolnshire, et les extérieurs à Calver, près d'Eyam, dans le Peak District.
Ferndean, le pavillon de chasse où se réfugie Mr Rochester après l'incendie de Thornfield, est trouvé près de Bakewell.
Enfin, le paysage de dunes qui ouvre le premier épisode est celui de Maspalomas, dans le sud de la Grande Canarie.

### Le tournage

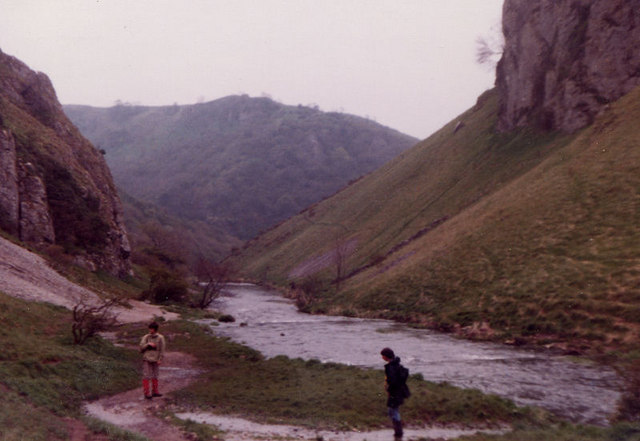
Dovedale, par mauvais temps.

Il commence le 5 mars 2006, à Haddon Hall. Les trois premiers jours sont jouées trois scènes importantes, celles des premières rencontres entre Jane et Rochester. Leur rencontre sur la route de Millcote est tournée à Dovedale, dans la pluie, le froid, le brouillard et la boue.
C'est pendant ces cinq semaines à Haddon Hall que sont tournées la majeure partie des scènes se passant dans Thornfield : celles liées à la présence des invités, celle du mariage (dernière semaine de mars). La première semaine d'avril sont tournées les scènes nocturnes, dont celles liées à l'incendie de Thornfield. Le 14 avril, Vendredi-Saint en 2006, l'équipe quitte provisoirement Haddon Hall, maintenant ouvert au public, pour Wingfield Manor (en) où est filmée la découverte de Thornfield incendié. C'est dans la crypte de ce château en ruine qu'est tournée, après Pâques, la scène dans le dortoir de Lowood où Helen Burns sourit à la pauvre Jane.
Commence ensuite une période de tournage dans des lieux « improbables » (fat-flung location), les scènes dans l'école de Jane.
La dernière semaine d'avril, l'équipe s'installe à Belton House, pour tourner les scènes chez Mrs Reed : celles liées à sa mort, et celles de l'enfance de Jane. Ce sont des scènes éprouvantes et assez physiques pour Georgie Henley (Jane est frappée par son cousin et emportée, hurlante, dans la « chambre rouge »). Le 3 mai y est tournée la scène dans la chambre rouge. Entre-temps Ruth Wilson est revenue dans Ilam Park (en) pour les scènes d'extérieur présentant Jane adulte dessinant avec ses élèves dans l'enclos de l'église.

## De l'écrit à l'image
Transposer, plus de 150 ans après son édition, un texte littéraire du XIXe siècle écrit à la première personne (donc en focalisation interne au protagoniste principal), en spectacle télévisuel oblige à transposer, interpréter, voire traduire pour des publics divers, parfois peu connaisseurs de l'œuvre originale et de son contexte social, et dont les attentes sont souvent contradictoires. Car, comme le rappelle l'universitaire française Lydia Martin, de nombreuses médiations entrent en jeu dans l'adaptation visuelle d'un texte littéraire, car « l'adaptation n'est pas la simple transposition d'un langage dans un autre, une illustration de l'œuvre littéraire : elle affirme son indépendance et son originalité, en offrant une interprétation de l'intrigue, de ses thèmes et de son idéologie ».

### Transpositions et fidélité
La longueur de l'adaptation (240 min) permet au scénario d'être largement fidèle au roman éponyme, mais Sandy Welch a privilégié la partie centrale de l'intrigue originelle, y consacrant plus de deux épisodes et demi.
Les scènes de l'enfance et du séjour à Lowood, qui constituent la première partie du roman, sont traitées en une dizaine de minutes au début du premier épisode, en courtes scènes juxtaposées, avec des ellipses (dont la plus longue se situe entre la mort des nombreuses petites victimes du typhus et le moment où Jane est enseignante à Lowood). Le personnage de Bessy apparaît à peine, celui de miss Temple disparaît.
Le quatrième épisode correspond à la troisième (et dernière partie) du roman, qui commence à la fuite de Jane. Mais les scènes précédant cette fuite, le retour du mariage, la conversation de la nuit suivante où Rochester s'efforce de la convaincre de rester avec lui (ch. XXVII) puis le départ de Thornfield à l'aube, sont traitées en flashbacks dans le quatrième épisode, comme des réminiscences douloureuses de Jane retrouvant la mémoire par à-coups (en entrant dans l'église de Morton, la paroisse de St-John, par exemple).
La période (à peu près un an) passée avec les Rivers est relativement peu développée et le St-John que joue Andrew Buchan, bien qu'austère et froid, n'a ni la blondeur et le profil grec, ni la rigidité morale glaçante et la force de persuasion insinuante à laquelle Jane, dans le roman, est prête à succomber.
Des scènes du roman sont condensées, regroupées, parfois déplacées, comme la scène nocturne où Rochester veut convaincre Jane de partir avec lui (il la porte au salon dans le roman, ils sont sur le lit de Jane dans la série) ; certaines sont ajoutées, comme la promenade des invités avec l'allusion aux hirondelles qui reviennent toujours ; transformées, en particulier celle avec la diseuse de bonne aventure. Des personnages aussi sont ajoutés (l'enthousiaste John Eston), voient leur rôle étoffé (la hautaine Lady Ingram qui méprise les gouvernantes), ou changent de nom (le vieux et fidèle serviteur se prénomme George, pas John). Le scénario de Sandy Welch met en évidence, beaucoup plus que dans le roman, le caractère passionné des deux protagonistes principaux, en particulier celui de Jane, dont elle souligne l'« indépendance de caractère » et la « modernité ».

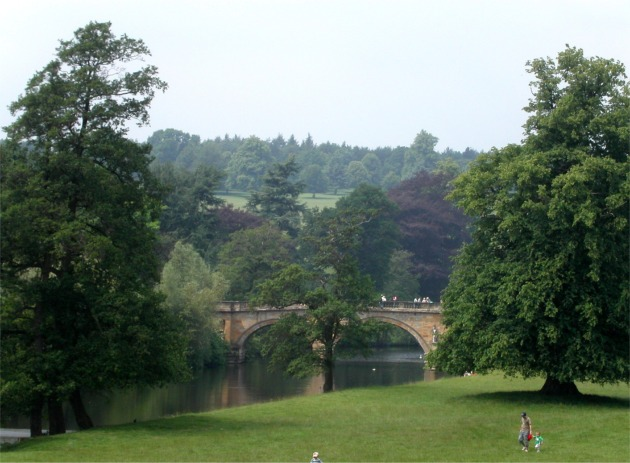
Marronnier dans le parc de Chatsworth.

Des aspects qui relèvent du roman gothique sont mis en scènes : les rêves prémonitoires de Jane ; la présence de l'inquiétante Grace Poole et la succession d'événements bizarres liés au mystérieux troisième étage de la tour nord, dont une fenêtre, où flotte souvent un voile rouge, est filmée avec insistance ; l'incendie de Thornfield Hall (un récit, dans le roman, fait par le propriétaire de l'auberge Aux Armes de Rochester qui révèle à Jane que Mr Rochester est aveugle et manchot) largement dramatisé, avec la silhouette d'une dame blanche tournant autour de la tour dans la nuit et Bertha Mason dansant follement au milieu des flammes.
Le passage des saisons est rendu sensible à l'écran, avec un contraste entre les scènes hivernales, où prédominent toutes les nuances de gris et les scènes censées se passer en été à Thornfield, puis l'année suivante dans les environs de Ferndean, qui sont tournées fin mai dans le parc de Haddon Hall et, pour la demande en mariage sous le marronnier, le jeudi 1er juin dans celui de Chatsworth. Ce contraste marqué souligne les saisons du cœur, entre l'arrivée nocturne de Jane, puis sa première rencontre en plein hiver avec l'inconnu malcommode qui se révèlera être Mr Rochester, et les deux demandes en mariage, la première sous le grand marronnier que la foudre va frapper, l'autre dans une prairie verdoyante au dénouement. La même opposition est mise en relief dans les scènes à Lowood, entre l'arrivée dans le froid hivernal et sous la neige, « parfaite bienvenue glacée pour l'horrible école », et la scène printanière paisible où Jane dessine avec ses élèves, dans l'enclos de la vieille église.

### Les personnages principaux

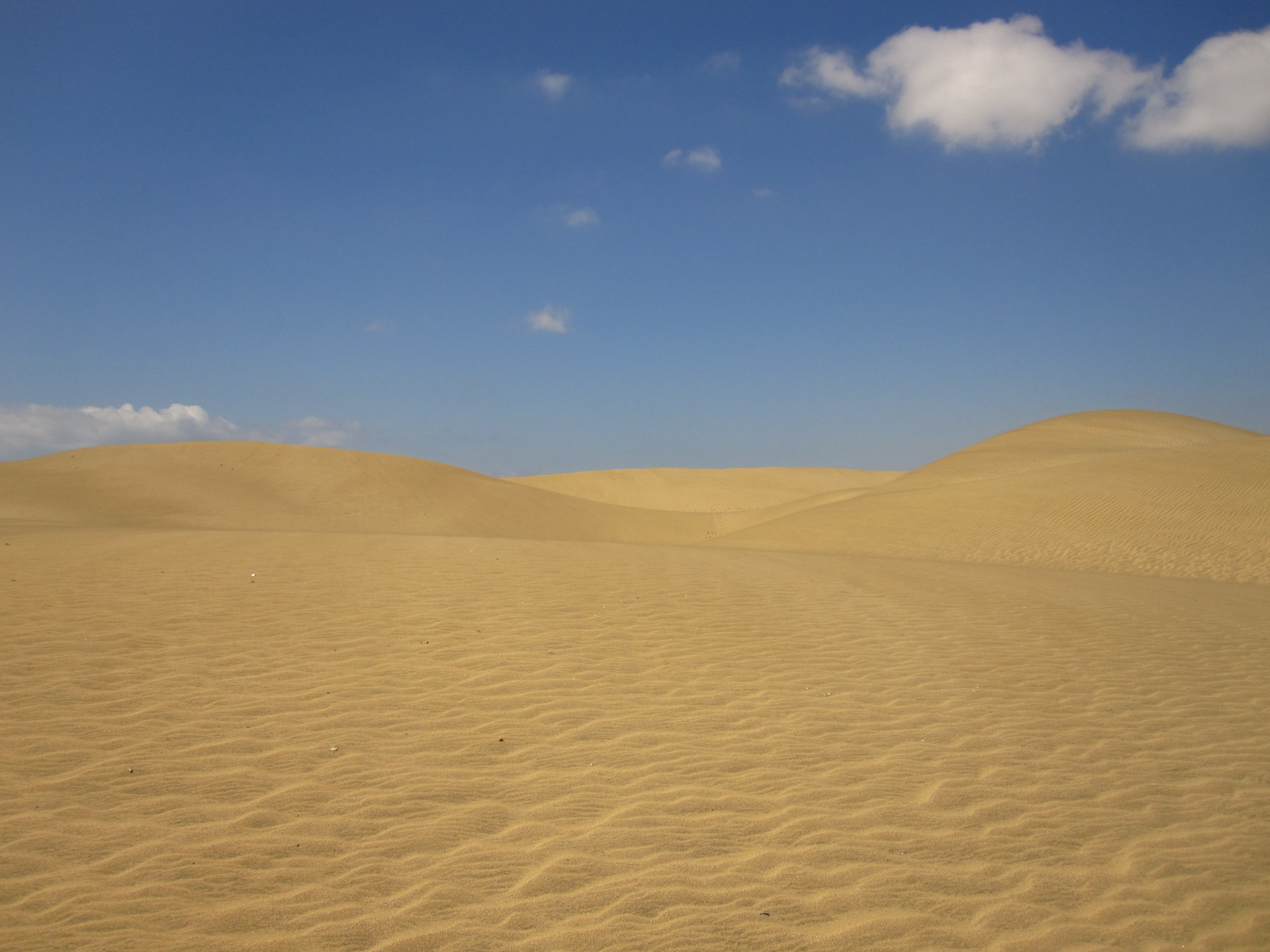
les dunes de Maspalomas, qui ouvrent le premier épisode.

La nature passionnée des deux personnages principaux est soulignée de façon explicite, ainsi que l'imagination romanesque de Jane sous son air sérieux et réservé. Le premier épisode commence par une scène « intéressante et très originale » de l'avis du producteur, un plan incongru tentant de suggérer la vie intérieure de l'héroïne : un vaste paysage de dunes dans lequel s'enfonce une petite fille solitaire, avant que l'on comprenne qu'il s'agit de Jane, drapée dans un grand châle rouge et or, perdue en imagination dans le livre dont elle contemple les gravures, cachée derrière les doubles rideaux du salon de sa tante. Ruth Wilson, évoquant dans une interview son personnage, se souvient de la quantité de scènes où elle devait juste « regarder et écouter », tout ce que pensait Jane devant se lire sur son visage : « There was an awful lot of looking and listening. I remembered a mantra that one of my teachers used to tell me at drama school, that every thought will pass across your face ».
Le lien inexplicable, plusieurs fois évoqué, qui unit Jane Eyre et son maître, le riche et byronien Edward Fairfax Rochester, est souligné par le personnage ajouté, John Eshton (Aidan McArdle), un hôte de Thornfield fasciné par les découvertes scientifiques, en particulier le lien spirituel qui relie les jumeaux, même éloignés l'un de l'autre. Mais la scène mystérieuse où Rochester tente de savoir les sentiments de Jane à son égard est plus prosaïque (et moins fantastique) que dans le roman : il ne joue pas la diseuse de bonne aventure, il écoute, caché derrière un paravent, les consultations de la bohémienne.
Toby Stephens joue un héros moins tourmenté et ténébreux que celui décrit par Charlotte Brontë. S'il en a la carrure, il n'a ni les yeux noirs sous d'épais sourcils noirs, ni les cheveux aile de corbeau du personnage de papier. Son Edward Rochester est énigmatique, brusque, autoritaire, sombre mais cultivé, plein d'humour et de sensualité. Sous son tempérament colérique, affleure l'homme en quête de rédemption et cherchant désespérément à retrouver son innocence. Dans les interviews faites pour la BBC en mai 2006 à Haddon Hall, Susanna White en parle comme d'un homme dur, sombre, intelligent, passant brutalement d'un état dépressif à la légèreté. Pour Toby Stephens c'est un « personnage fascinant qui se dévoile lentement » ; il le décrit comme un être très sensuel, en partie responsable de son malheur : la présence de la folle enfermée dans le grenier fonctionne comme une métaphore de sa propre sexualité ; il ouvre des portes devant Jane puis les lui claque au nez ; comme elle, c'est un solitaire, mais sans elle, il devient un sauvage.

## Retombées

### Accueil du public et de la critique
Lors des premières diffusions
Fin mars, alors qu'il n'y a pas encore eu de communiqué de presse, la blogosphère s'intéresse déjà beaucoup à ce Jane Eyre. Le producteur Diederick Santer s'étonne de « l'obsession littérale et pédante de beaucoup de blogueurs concernant l'aspect physique » des deux acteurs principaux, trop éloigné, à leurs yeux, de la description que Charlotte Brontë fait de ses personnages, prédisant une production calamiteuse. Il défend le rôle même de toute adaptation/interprétation : « habiter l'esprit des personnages, pas juste illustrer ce qui est décrit dans le livre ».
Mais en général les spectateurs qui réagissent tant au Royaume-Uni qu'aux États-Unis, ont une opinion plutôt, voire très favorable, les incitant à lire (ou relire) le roman.
Cependant, les admirateurs les plus pointilleux de Charlotte Brontë et de son œuvre reprochent à la série son manque de respect du décorum victorien et l'emphase sur l'attirance sexuelle entre deux héros. Ils oublient combien le roman a choqué à sa parution, à cause de l'indépendance d'esprit de Jane et de son comportement assez peu conventionnel (loin du ladylike behaviour), comme de celui de Rochester qui l'embrasse, la prend sur ses genoux. Les critiques bien-pensants se sont montrés virulents : « ouvrage éminemment anti-chrétien ; presque tous les mots qu'elle emploie nous offensent ; elle a depuis longtemps trahi son propre sexe ». Même Elizabeth Gaskell, qui admire Charlotte Brontë et défend son œuvre, ne souhaite pas que ses filles lisent Jane Eyre avant l'âge de 20 ans.
D'autres spectateurs considèrent tantôt le jeu de Ruth Wilson comme outré et trop expressionniste, en particulier dans la scène de demande en mariage, tantôt sa lutte entre la tentation et le devoir pas assez visible dans celle où Rochester cherche à la convaincre de rester avec lui. Le Rochester de Toby Stephens n'est pas assez torturé par ses démons, Ruth Wilson est trop moderne, la série est superficielle, « l'histoire de Jane Eyre réduite à un squelette, drapé dans les guenilles élimées d'un vulgaire chick flick moderne » « the skeleton of the Jane Eyre story draped in the threadbare rags of any modern chick flick of the week »). Certains inconditionnels du roman accusent aussi le scénario d'être trop elliptique, regrettent qu'il passe trop vite sur l'enfance et la jeunesse de Jane, et n'ait pas assez repris de citations originales.
De son côté, la presse britannique, dans l'ensemble, est élogieuse. Analysant, dans The Guardian, la fascination pour le personnage de Jane, dont « le robuste sens de l'estime de soi est un antidote à nos jérémiades Bridget-Jonesques », Lucasta Miller constate qu'il est tout à fait « possible de faire une dramatique réussie en racontant tout simplement l'histoire ». Elle souligne l'excellente performance de Toby Stephens, qui réussit à rendre Rochester en même temps macho et vulnérable, et celle de Ruth Wilson dont la Jane est perplexe, solide et équilibrée (« quizzical, strong and un-neurotic »). Aux États-Unis, la presse spécialisée n'est pas en reste : le critique du Hollywood Reporter, apprécie que la nouvelle adaptation « mette en valeur toutes les nuances du portrait original, le restaurant dans toute sa gloire ». Celui de USA Today affirme que « l'adaptation est envoûtante et montre une richesse à laquelle atteignent rarement les programmes de la télévision américaine », allant jusqu'à la trouver « aussi brillante que le plus ambitieux et magnifique Bleak House diffusé la saison précédente ».
En France
Pour la diffusion sur Arte, les critiques les moins favorables considèrent que « la mini-série reste un peu académique, le rythme un peu lent », que « Ruth Wilson est une Jane un rien trop jolie », Toby Stephens un Rochester moins rude et caractériel que l'original, et que « les ralentis tiennent souvent lieu de partis pris de mise en scène », mais la plupart reconnaissent que cette « jolie version », qui « s'efforce de mettre en évidence toutes les nuances de l'œuvre originale », séduit grâce au talent d’actrice de Ruth Wilson, une Jane vibrante, « frémissante à souhait », et une mise en scène esthétique, où chaque scène ressemble à un tableau et où le gris est partout, dans toutes ses nuances. Constance Jamet, dans TV Magazine parle de « conte cruel sur la violence et la manipulation des sentiments », qui fait « la part belle à l'imagination débordante de Jane » et « restitue l'atmosphère gothique voire fantastique de l'œuvre originale », tandis qu'Hélène Bry, dans Le Parisien, souligne « le talent de cette adaptation de la BBC : montrer la force de la résilience ».
La mini-série a rencontré un large public, puisque les deux premiers volets, diffusés le 6 septembre, ont réuni en moyenne 1 069 000 téléspectateurs et les deux derniers, diffusés le lendemain, en ont réuni en moyenne 1 150 000, soit 4,5 % de parts de marché selon Médiamétrie, ce qui la place en tête des audiences de la case « Série » du jeudi pour l’année 2012, devant Orgueil et Préjugés.

### Récompenses
- BAFTA awards 2007

Nommés : Ruth Wilson (meilleure actrice) ; Rob Lane (meilleure musique originale) ; Grenville Horner (meilleur chef-décorateur).
Récompensée : Anne Oldham (meilleur maquillage et conception des coiffures).
- Primetime Emmy Awards 2007

Nommée dans onze catégories (dont celle de la meilleure réalisation et du meilleur scénario) , la série a été primée trois fois :
- - Prix de la meilleure direction artistique dans une mini-série (Outstanding Art Direction for a Miniseries or Movie): Greville Horner (chef-décorateur), Patrick Rolfe (direction artistique), Clare Andrade (décorateur de plateau)
  - Prix des meilleurs costumes (Outstanding Costumes for a Miniseries, Movie or Special) : Andrea Galer et Sally Crees (son assistante)
  - Prix des meilleurs coiffures (Outstanding Hairstyling for a Miniseries, Movie or Special) : Anne Oldham et Fay De Bremaeker.